# Hunka Lunka
«Hunka Lunka» — єдиний студійний альбом фінського фольк-метал-гурту Shamaani Duo, який пізніше почав носити назву Korpiklaani. Реліз відбувся 1 січня 1996.

## Список композицій
1. "Šamanát" - 3:25
2. "Hunka Lunka" - 2:04
3. "Moai Letne Duoddaris" - 4:55
4. "Gula Gula" - 3:35
5. "Riehču" - 4:50
6. "Geahčan Dan Máilmmi" - 4:45
7. "Meahcis" - 2:54
8. "Mánážan" - 2:41
9. "Nisson Čahppes Biktasiinnes (Lady In Black)" (текст пісні написаний Кеном Хенслі) - 2:35
10. "Idja Dál Lea" - 2:45
11. "Okto Ijas" - 4:11

## Учасники запису
- Йонне Ярвеля – вокал, гітари, клавіші, бас-гітара, джембе, бубон
- Маарен Айкіо – вокал